# 平行演化
平行演化（Parallel evolution）指的是原先具有相似性狀的物種，在相似的演化壓力下與時空條件下，發展出相似特徵的演化現象。

## 範例

### 三刺魚
三刺魚（Gasterosteus aculeatus），是一種分布於北半球中高緯度、具朔河洄游性的魚類，因其鹹水、淡水個體間具有相當特別的型態特徵與演化關係，被當作研究平行演化的模式物種。鹹水與淡水個體最大的差異為其腹側的刺，鹹水個體的刺通常較長，而淡水個體的刺則較短、甚至不具刺。因為於淡水中三刺魚常會遭蜻蜓幼蟲捕捉，且其刺越長者越容易遭到捕捉，反之，刺越短就越不容易被捕捉，得以倖存、並傳宗接代，經過數代的天擇，形成了這樣不同的型態特徵，而在北半球的各個淡水區域皆然。同樣由鹹水進到淡水的族群，雖然位處不同湖泊，卻皆因捕食壓力，縮短了腹部的刺，演化出相似的型態，正是平行演化的寫照。

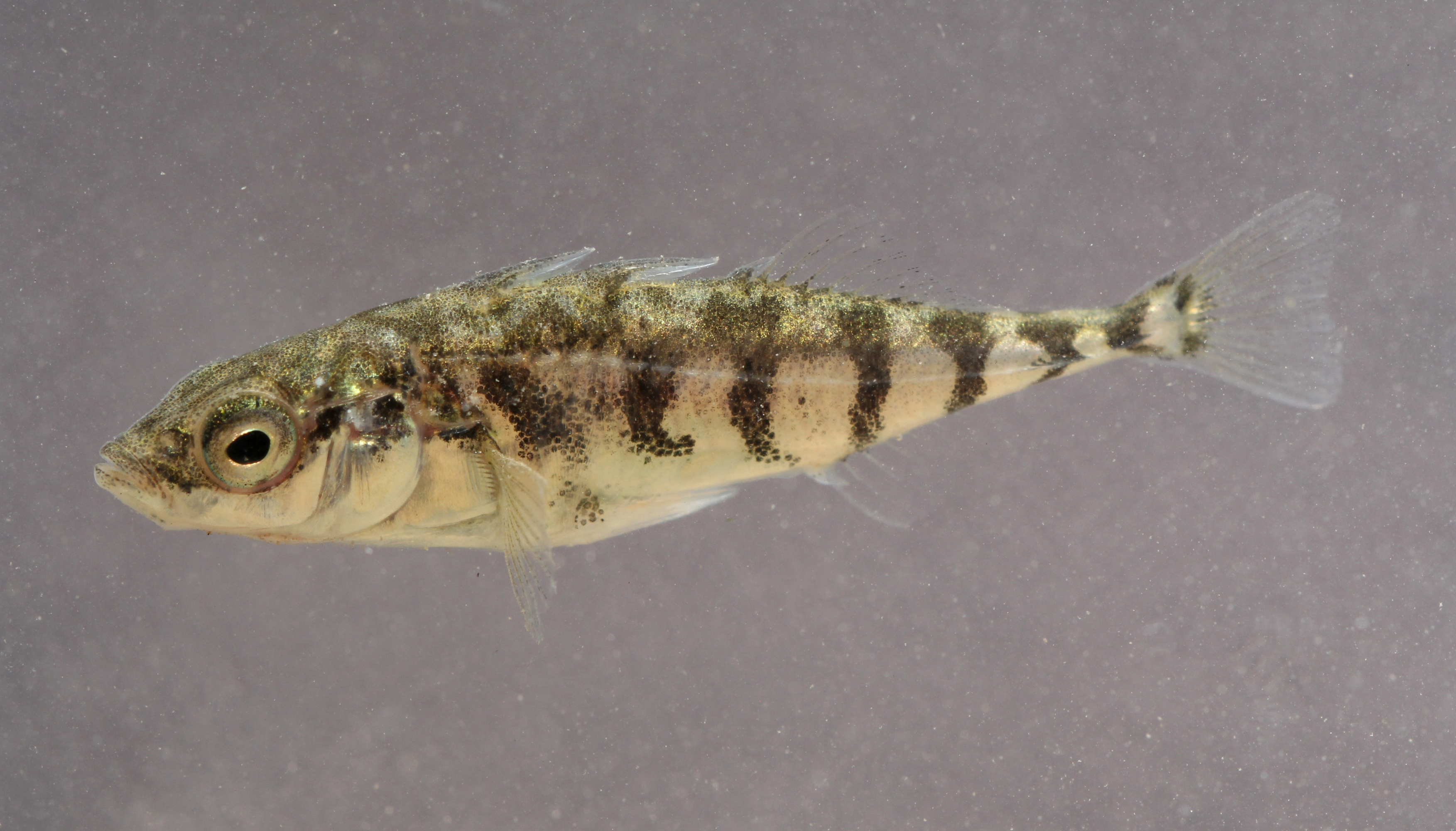
三刺魚（不具刺）
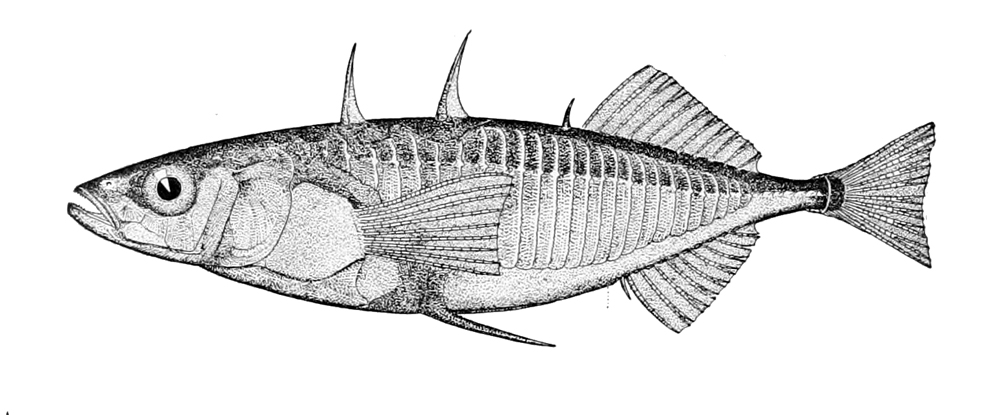
三刺魚（具刺）

### 飛蛙
飛蛙（flying frog）泛指掌間具薄膜，能在樹木間短暫滑翔的蛙類。而Rhacophoridae屬與Phyllomedusidae屬的蛙類，雖分別分布於舊世界與新世界，卻皆因蛇或大型節肢動物的捕食壓力，而平行演化出了較大的掌以及蹼，使其能靈活的在叢林間移動，得以生存。

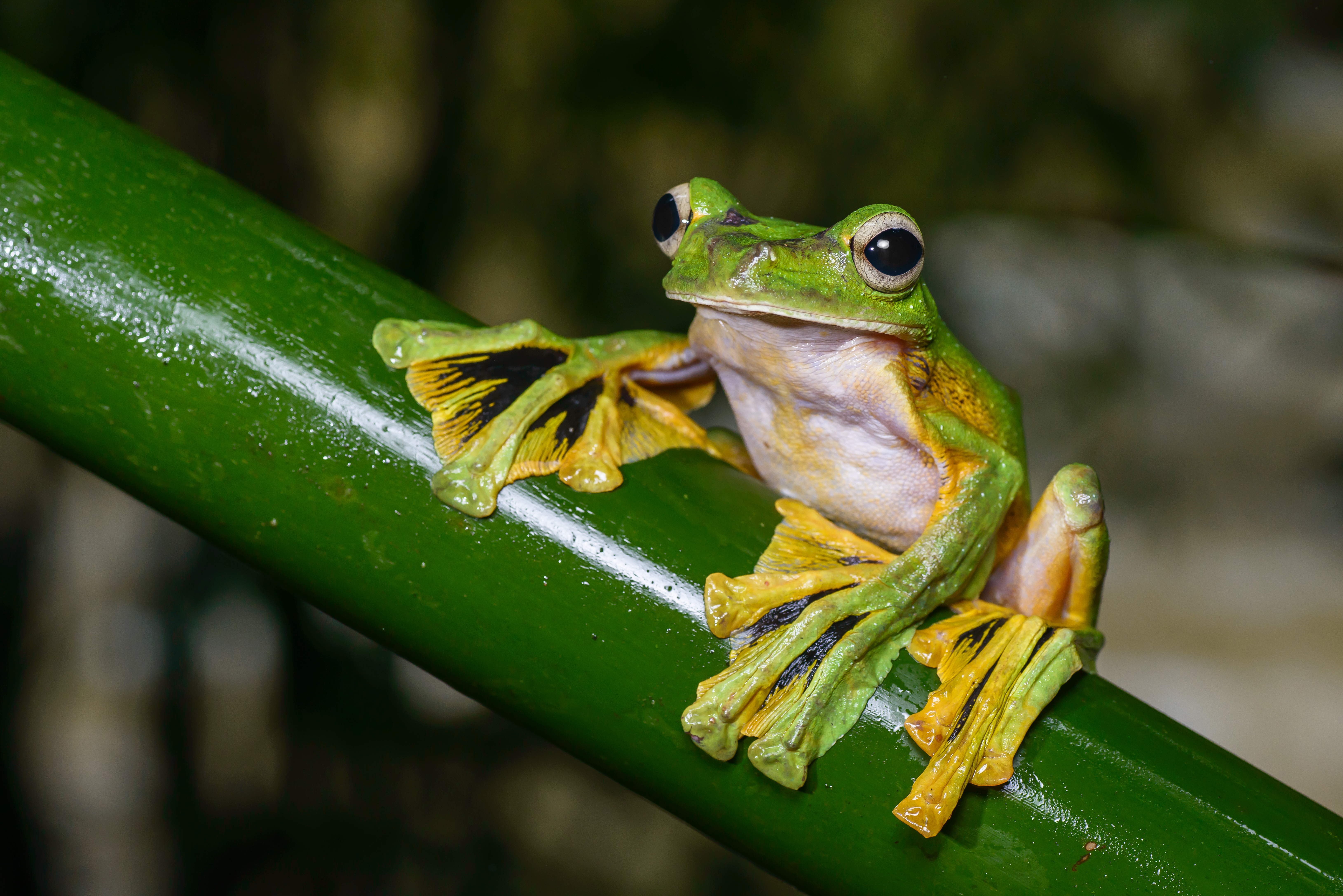
黑掌樹蛙（Rhacophorus nigropalmatus）

## 其他演化現象
- 趋同演化
- 趨異演化

## 參閲
1. ↑  Gabora, L. . . Elsevier. 2013: 178–180.
2. ↑  Fang, Bohao; Kemppainen, Petri; Momigliano, Paolo; Feng, Xueyun; Merilä, Juha. . Nature Ecology & Evolution. 2020-06-22, 4 (8): 1105–1115. ISSN 2397-334X. doi:10.1038/s41559-020-1222-6.
3. ↑  ,   [2022-05-09], （原始内容存档于2022-05-09） （中文（中国大陆））
4. ↑  Emerson, Sharon B.; Koehl, M. A. R. . Evolution. 1990-12, 44 (8): 1931. ISSN 0014-3820. doi:10.2307/2409604.